# COMMD7
COMMD7 (англ. COMM domain containing 7) – білок, який кодується однойменним геном, розташованим у людей на довгому плечі 20-ї хромосоми. Довжина поліпептидного ланцюга білка становить 200 амінокислот, а молекулярна маса — 22 540.
| 10         |  | 20         |  | 30         |  | 40         |  | 50         |
| ---------- |  | ---------- |  | ---------- |  | ---------- |  | ---------- |
| MGRLHCTEDP |  | VPEAVGGDMQ |  | QLNQLGAQQF |  | SALTEVLFHF |  | LTEPKEVERF |
| LAQLSEFATT |  | NQISLGSLRS |  | IVKSLLLVPN |  | GALKKSLTAK |  | QVQADFITLG |
| LSEEKATYFS |  | EKWKQNAPTL |  | ARWAIGQTLM |  | INQLIDMEWK |  | FGVTSGSSEL |
| EKVGSIFLQL |  | KLVVKKGNQT |  | ENVYIELTLP |  | QFYSFLHEME |  | RVRTSMECFC |
|            |  |            |  |            |  |            |  |            |

A: Аланін

C: Цистеїн

D: Аспарагінова кислота

E: Глутамінова кислота

F: Фенілаланін

G: Гліцин

H: Гістидин

I: Ізолейцин

K: Лізин

L: Лейцин

M: Метіонін

N: Аспарагін

P: Пролін

Q: Глутамін

R: Аргінін

S: Серин

T: Треонін

V: Валін

W: Триптофан

Задіяний у таких біологічних процесах, як транскрипція, регуляція транскрипції, убіквітинування білків, альтернативний сплайсинг. 
Локалізований у цитоплазматичних везикулах.